# Fred Jacobs
Fred Jacobs est un luthiste et théorbiste néerlandais.

## Biographie

### Formation
Fred Jacobs étudie le luth et le théorbe de 1980 à 1985 au Conservatoire Sweelinck d'Amsterdam avec Anthony Bailes,.
En 1986, après sa formation au conservatoire, il étudie chez Gusta Goldschmidt, qui figure au nombre des pionniers du luth en Europe.

### Carrière d'instrumentiste
En 1985, Fred Jacobs fonde l'ensemble The Locke Consort avec John Wilson Meyer (violon baroque), Mimi Mitchell (violon baroque) et Susanne Braumann (viole de gambe), ensemble avec lequel il remporte en 1986 la première édition du concours d'ensembles de musique ancienne aux Pays-Bas (concours qui porte maintenant le titre de Concours Van Wassenaer).
Outre The Locke Consort, Fred Jacobs est membre de nombreux ensembles baroques,, :
- les Gabrieli Consort and Players (depuis 1987-1988) ;
- l'orchestre baroque de la Société Bach des Pays-Bas (depuis 1987-1988) ;
- The Parley of Instruments ;
- le Currende Consort ;
- les Amsterdam Bach Soloists ;
- le Monteverdi Continuo Ensemble de l'Opéra de Bavière à Munich (1997 - 2000).

Il est l'accompagnateur régulier de nombreux chanteurs comme Johannette Zomer, Anne Azéma, Michael Chance, Max van Egmond et Maarten Koningsberger,.
Il forme un duo avec Maarten Koningsberger dans les années 1990-1995 et avec Johannette Zomer dans les années 2001-2007. Il réalise avec cette dernière pour le label néerlandais Channel Classics une série d'enregistrements consacrés au chant du XVIIe siècle.
Il a joué sous la baguette de chefs d'orchestre comme Gustav Leonhardt, Frans Brüggen, Andrew Parrot, Christopher Hogwood, Robert King, Marc Minkowski, Ivor Bolton et Richard Egarr,.

### Carrière d'enseignant
Fred Jacobs consacre régulièrement des ateliers au luth et aux airs de cour avec Carolyn Watkinson, Anne Azéma et Maarten Koningsberger.
Depuis 1995, il enseigne le luth et le théorbe au Conservatoire d'Amsterdam.
Il donne également des masterclasses aux conservatoires de Rotterdam, Arnhem et Amsterdam.

## Discographie sélective

### Avec la soprano Johannette Zomer
- 2003 : Splendore di Roma, œuvres de Kapsberger, Mazzocchi, Michi, Rossi
- 2005 : Nuove Musiche, airs de Giulio Caccini et pièces de théorbe d'Alessandro Piccinini
- 2007 : L'esprit Galant :
  - airs d'Antoine Boësset, Michel Lambert, Sébastien Le Camus et Marc-Antoine Charpentier
  - pièces de théorbe d'Ennemond Gaultier, Germain Pinel, Nicolas Hotman et Robert de Visée